# Leonor de Castro y Guzmán

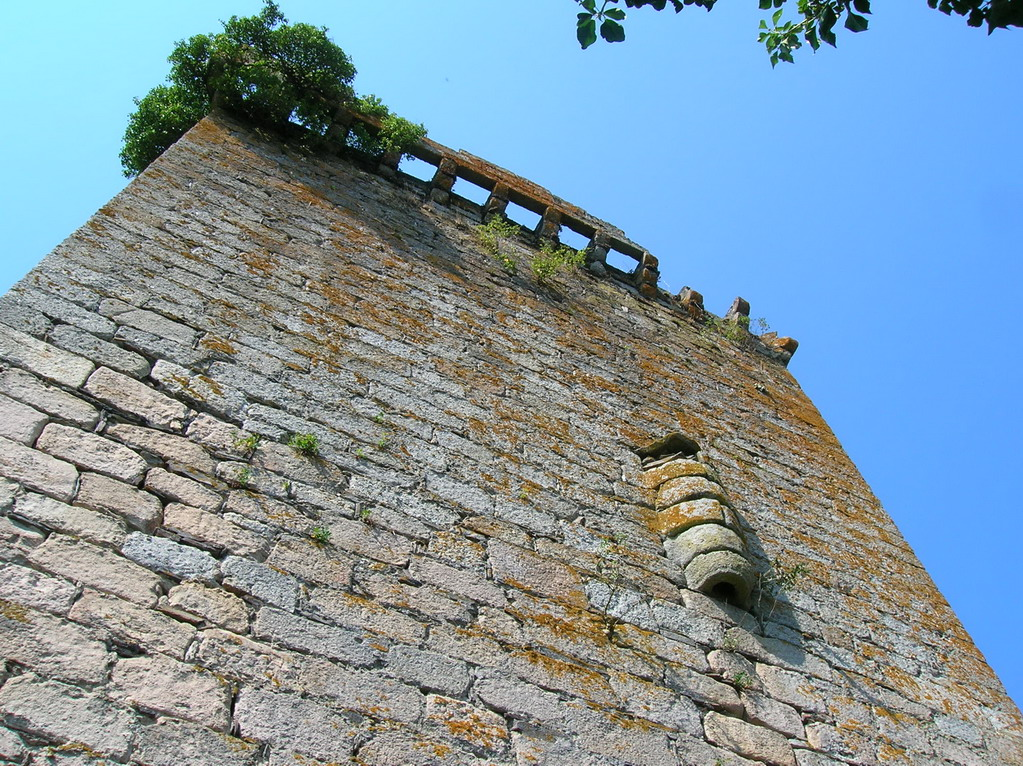
Torre del castillo de Castroverde, señorío del padre de Leonor

Leonor de Castro y Guzmán fue una dama gallega del siglo XV que originó, gracias a su matrimonio con Pedro Bermúdez de Montaos, el apellido Bermúdez de Castro.

## Orígenes familiares
Leonor de Castro era hija de Alonso de Castro, I señor de Castroverde, y de María Ramírez de Guzmán. Nieta paterna de Álvaro Pérez de Castro, I Conde de Arraiolos (Portugal), y de María Ponce de León. Nieta materna de García Fernández de Villagarcía, I señor de Villagarcía.

## Matrimonio y descendencia
Leonor de Castro casó con Pedro Bermúdez de Montaos. Dicho matrimonio tuvo cinco hijos:
- Pedro Bermúdez de Montaos, apodado “el mozo” para distinguirlo de su padre, sucedió a éste en los patrimonios familiares, pero su temprana muerte sin descendencia complicó la sucesión.[3]
- Fernando Bermúdez de Castro optó por la vocación religiosa con la que llegó a deán de la catedral de Santiago de Compostela, pero a la muerte de su hermano sin descendencia quedó como heredero del patrimonio familiar convirtiéndose en señor de Montaos. Tuvo, al menos, un hijo natural legitimado por los Reyes Católicos.[4]
- Isabel de Castro: religiosa; sin descendencia.[5]
- María de Montaos, también llamada María de Castro, casó con el caudillo irmandiño Alonso de Lanzós. Tuvieron cuatro hijas: Inés, de quien proceden los señores y marqueses de San Sadurniño, Leonor, Juana e Isabel.[6]
- Beatriz de Castro: de quien proceden los Bermúdez de Castro de Gondar.[7]

## Últimos años
Leonor enviudó en el año 1455 y aun vivía en 1467, cuando donó el coto de Broño a su yerno, el caudillo irmandiño Alonso de Lanzós. Son las últimas noticias que tenemos de ella, por lo que debió morir poco después.

## Citas
1. ↑  Su hijo Fernando Bermúdez de Castro aparece citado en un pergamino fechado en 1464 que puede tenerse por el documento más antiguo en el que aparece el apellido Bermúdez de Castro. Arquivo do Reino de Galicia. Colección de documentos en pergamino. Sig.: P-662
2. ↑  MALDONADO FERNÁNDEZ, Manuel (2011). «El Señorío de Villagarcía de la Torre en época medieval. XII Jornadas de Historia de Fuente de Cantos. Llerena: Sociedad Extremeña de Historia». p. 301
3. ↑  Barral Rivadulla, Dolores (1998). La Coruña en los siglos XIII al XV: historia y configuración urbana de una villa de realengo en la Galicia medieval. La Coruña: Fundación "Pedro Barrié de la Maza, Conde de Fenosa". p. 216. ISBN 84-89748-17-9
4. ↑  Barral Rivadulla, Dolores (1998). La Coruña en los siglos XIII al XV: historia y configuración urbana de una villa de realengo en la Galicia medieval. La Coruña: Fundación "Pedro Barrié de la Maza, Conde de Fenosa". p. 216. ISBN 84-89748-17-9.
5. ↑  Presedo Garazo, Antonio (2011). Nobleza y regimen señorial en Galicia : la casa de Montaos en los siglos XVI y XVII. Santiago de Compostela: Universidad de Santiago de Compostela. p. 86 Y 87. ISBN 978-84-9887-695-6
6. ↑  Dopico Blanco, Fernando (2006). «Prolegómenos, fundación e transmisión dos morgados de Baltar e San Sadurniño na Comarca de Ferrol (séculos XVI ao XVIII)». Cátedra. Revista eumesa de estudios (13): 446. Consultado el 18 de mayo de 2018.
7. ↑  Odriozola y Rico-Avello, Carlos de (2005-2006). «Los Aldao, Bermúdez de Aldao y Bermúdez de Castro, Señores de La Fortaleza de Gondar». Anales de la Real Academia Matritense de Heráldica y Genealogía IX: 127. Consultado el 18 de mayo de 2018.
8. ↑  Testamento de Pedro Bermúdez de Montaos ante Gómez García, notario de la iglesia de Santiago. Archivo Histórico de la Universidad de Santiago. CM. C. 17, p.1.
9. ↑  Presedo Garazo, Antonio (2011). Nobleza y regimen señorial en Galicia : la casa de Montaos en los siglos XVI y XVII. Santiago de Compostela: Universidad de Santiago de Compostela. p. 75. ISBN 978-84-9887-695-6.